# بوبي تورانس
بوبي تورانس (بالإنجليزية: Bobby Torrance)‏ (12 أغسطس 1958 بغلاسكو في المملكة المتحدة - ) هو لاعب كرة قدم بريطاني في مركز الهجوم. لعب مع نادي بارتيك ثيسل ونادي بريتشين سيتي ونادي سانت ميرين ونادي هيبرنيان ونادي ألوا أثليتيك ونادي ستيرلينغ ألبيون ونادي اربوراث.